# 矢田亜希子
矢田 亜希子（やだ あきこ、本名同じ、1978年12月23日 - ）は、日本の女優、タレント。トヨタオフィス所属。愛称は、矢田ちゃん。

## 経歴
1978年（昭和53年）、神奈川県川崎市高津区に生まれる。日出女子学園高等学校卒業。中学2年生の時、母親と原宿で買い物をしていたところをスカウトされて芸能界に入る。アルバイトなど一般の仕事はしたことがない。
1995年、『愛していると言ってくれ』で、主人公の妹・栞役で女優デビュー。2000年に映画『クロスファイア』で主役を務めた。2002年に 『マイリトルシェフ』で連続ドラマ初主演。
『白い巨塔』でのヒロイン役で人気を決定づけ、アフラック（よーく考えようシリーズ）やジョージアのCMが好評を得て、2000年代半ばにはタレント好感度ランキングの上位に名を連ねていく。
2005年4月から放送されたテレビドラマ 『夢で逢いましょう』（TBS）で共演した押尾学と翌2006年11月13日に結婚、翌々2007年11月19日に第1子（長男）が誕生した。その一方で矢田の仕事は減少傾向となり、2006年4月から放送されたドラマ『トップキャスター』（フジテレビ、2006年4月 - 6月）への出演を最後に、目立った芸能活動はなくなった。また、アフラックのCM契約も同年7月28日を以って終了した。
2009年1月12日、『ヴォイス〜命なき者の声〜』（フジテレビ）への出演で、約3年ぶりに表舞台に復帰した。しかし同年8月、押尾学事件によって押尾が逮捕される。その直後には押尾との離婚が発表された。矢田は警察から任意の取り調べを受け、家宅捜査も行われたという。直接の離婚理由はこの事件とされたが、2人は既にこの半年前から別居状態にあったという。離婚後、矢田はしばらく休養していたが、2010年（平成22年）5月29日放送の『刑事・鳴沢了〜史上最悪の24時間〜』（フジテレビ）で女優に復帰した。また、同年放送の『逃亡弁護士』（関西テレビ）にも出演した。この年には、押尾のことを会見で謝罪した。
2012年3月8日フジテレビ系『森田一義アワー 笑っていいとも!』のコーナー「テレフォンショッキング」で、矢田は「友達ではないのですが、私の大好きな大竹しのぶさん」と紹介。また大竹しのぶに「初めまして、矢田亜希子と申します」「いつかご縁があったら、よろしくお願いします」という挨拶をした。この矢田の挨拶に対して、大竹は数秒間絶句していた。（建前ではあったが）それまでゲストが翌日・翌週のお友達を紹介するというのがお約束だった。その後、2012年4月9日放送分から、ゲストを番組が指名して日替わりにスタジオへ迎えるシステムへと変更された。このことは、一部では矢田の件が原因ではと追究する記事が掲載された。後にこの件はビートたけしに最終回の「テレフォンショッキング」でもネタにされた。
2010年代の後半になると女優業に加えて、バラエティに出演する機会が大幅に増え、自宅の公開なども行うようになった。

## 人物
- 会員制大型ディスカウント「コストコ」の大ファン。コストコ歴は20年に及んでおり[10][11]、自ら週1ペースで通いコストコの商品はほぼ全て把握しているほどの筋金入りのコストコマニア[12]。
- 一色紗英とは30年以上の盟友。

## 出演

### テレビドラマ
- 愛していると言ってくれ（1995年7月7日 - 9月22日、TBS） - 榊栞 役
- 長男の嫁2-実家天国（1995年10月12日 - 12月21日、TBS） - 北原幸子 役
- 翼をください!（1996年7月1日 - 9月23日、フジテレビ） - 西村真弓 役
- ひとり暮らし（1996年10月11日 - 12月13日、TBS） - 花淵芽 役
- 日だまり刑事 容疑者リオの涙（1997年12月20・27日、NHK） - 飯島里央 役
- ぼくらの勇気 未満都市（1997年10月18日 - 12月20日、日本テレビ） - スズコ 役
  - ぼくらの勇気 未満都市2017（2017年7月21日）
- Sweet Season（1998年1月15日 - 3月26日、TBS） - 藤谷由真 役
- ハルモニア この愛の涯て（1998年7月11日 - 9月12日、日本テレビ） - 山岡保子 役
- 二十六夜参り（1998年8月17日、TBS、月曜ドラマスペシャル） - 海江田あやめ 役
- リング〜最終章〜（1999年1月7日 - 3月25日、フジテレビ） - 高野舞 役
  - らせん（1999年7月1日 - 9月23日） - 高野舞（山村貞子） 役
- グッドニュース（1999年4月11日 - 6月27日、TBS、東芝日曜劇場） - 車ひなこ 役
- 催眠（2000年7月9日 - 9月17日、TBS） - 桜庭一希 役
- やまとなでしこ（2000年10月9日 - 12月18日、フジテレビ） - 塩田若葉 役
- 世にも奇妙な物語（フジテレビ）
  - 2000年秋の特別編「さとるの化物」（2000年10月4日） - 木原美佐 役
  - SMAPの特別編 「エキストラ」（2001年1月1日） - はる香 役
  - 2003年秋の特別編「パーフェクトカップル」（2003年9月18日） - 都築優子 役
- 私を旅館に連れてって（2001年4月11日 - 6月27日、フジテレビ） - 衛藤なぎさ 役
- 恋を何年休んでますか（2001年10月19日 - 12月21日、TBS） - 堀川理沙 役
  - 恋を何年休んでますかスペシャル（2002年10月4日）
- フレンズ（2001年2月4日、TBS） - 山岸裕子 役
- 恋ノチカラ（2002年1月10日 - 3月21日、フジテレビ） - 倉持春菜 役
- ヨイショの男（2002年4月14日 - 6月30日、TBS、東芝日曜劇場） - 杉田尚美 役
- マイリトルシェフ（2002年7月10日 - 9月11日、TBS） - 初主演・鴨沢瀬理 役
- 僕の生きる道（2003年1月7日 - 3月18日、関西テレビ） - 秋本（中村）みどり 役（ヒロイン）
- ホットマン（2003年4月10日 - 6月19日、TBS） - 金子美鈴 役
  - ホットマンスペシャル （2004年4月14日）
- 白い巨塔（2003年10月9日 - 12月11日（第一部）、2004年1月8日 - 3月18日（第二部）、フジテレビ） - 東佐枝子 役
- ラストクリスマス（2004年10月11日 - 12月20日、フジテレビ） - 主演・青井由季 役
- 夢で逢いましょう（2005年4月14日 - 6月23日、TBS） - 主演・北原ハツミ 役
- トップキャスター（2006年4月17日 - 6月26日、フジテレビ） - 飛鳥望美 役
- ヴォイス〜命なき者の声〜（2009年1月12日 - 3月23日、フジテレビ） - 夏井川玲子 役
- 刑事・鳴沢了〜史上最悪の24時間〜（2010年5月29日、フジテレビ） - 萩尾聡子 役
- 逃亡弁護士（2010年7月6日 - 9月14日、関西テレビ） - 三枝亮子 役
- FACE MAKER 第8話（2010年11月25日、読売テレビ） - 柏木香苗 → 鈴木朋子 役
- 空にいちばん近い幸せ（2010年12月3日- 12月30日、LISMO Channel） - 主演・砂羽 役
- CO 移植コーディネーター（2011年3月20日 - 4月17日、WOWOW） - 倉本百合 役
- シマシマ（2011年4月22日 - 6月24日、TBS） - 主演・箒木汐 役
- Oh!デビー（2011年10月1日 - 22日、スカパー!） - 主演・田中花梨 役
- パンドラIII 革命前夜（2011年11月、WOWOW） - 丸子百合 役
- ハングリー! 第10・最終話（2012年3月13日・20日、関西テレビ） - 金沢亜矢子 役
- 東野圭吾ミステリーズ 最終話「再生魔術の女」（2012年9月20日、フジテレビ） - 根岸弓子 役
- イロドリヒムラ 第1話（2012年10月15日、TBS） - 美人客 役
- 嘆きの美女（2013年1月12日 - 3月2日、NHKBSプレミアム） - 浜島ユリエ 役
- レディ・ジョーカー（2013年3月3日 - 4月14日、WOWOW） - 野崎孝子 役
- ビブリア古書堂の事件手帖 第9話（2013年3月11日、フジテレビ） - 高坂晶穂 役
- 遺留捜査 第3シリーズ 第5話（2013年5月15日、テレビ朝日） - 九条美千代 役
- 謎解きはディナーのあとでスペシャル〜風祭警部の事件簿〜（2013年8月2日、フジテレビ） - 佐藤夏希 役
- 秋のドラマ特別企画 命〜天国のママへ〜（2013年11月11日、TBS） - 水沼響子 役
- 慰謝料弁護士〜あなたの涙、お金に変えましょう〜（2014年1月9日 - 3月27日、読売テレビ） - 倉沢香苗 → 野々村香苗 役
- ホワイト・ラボ〜警視庁特別科学捜査班〜 第5話 - 最終話（2014年5月12日 - 6月23日、TBS） - 朝比奈沙羅 役
- 花嫁のれん 第4シリーズ（2015年1月5日 - 3月27日、東海テレビ） - 片瀬真知子 役
- 月曜ゴールデン特別企画 松本清張サスペンス・影の地帯（2015年7月6日、TBS） - 木村礼子 役
- 土曜ワイド劇場 犯罪心理学教授・兼坂守の捜査ファイル2（2015年7月11日、朝日放送） - 田村沙織 役
- 37.5℃の涙 第3話（2015年7月23日、TBS） - 大橋華絵 役
- スペシャリスト 第6話（2016年2月18日、テレビ朝日） - 雨宮薫 役
- 警視庁・捜査一課長 第2話（2016年4月21日、テレビ朝日） - 三村菜実子 役
- OUR HOUSE（2016年4月 - 6月、フジテレビ） - 須磨百合子 役
- 誘拐ミステリー超傑作 法月綸太郎 一の悲劇（2016年9月23日、フジテレビ） - 富沢路子 役
- 人形佐七捕物帳（2016年10月 - 2017年3月、BSジャパン） - お粂 役[13]
- 月曜名作劇場（TBS）
  - 税務調査官・窓際太郎の事件簿31（2016年12月12日） - 大越悠 役
  - 警視庁機動捜査隊216VII（2017年6月15日） - 和田真奈美 役
  - 犯罪資料館 緋色冴子シリーズ2（2017年7月10日） - 藤野純子 役
  - 十津川警部シリーズ (内藤剛志)3（2017年9月11日） - 鏑木瑠偉 役
  - 新・浅見光彦シリーズ3（2018年5月21日） - 稲田萌子 役
- 視覚探偵 日暮旅人 第2話（2017年1月29日、日本テレビ） - 矢口凛子 役
- 特殊犯罪課・花島渉1（2017年3月16日、テレビ朝日） - 片岡加奈子 役
- 緊急取調室 SECOND SEASON 第4話（2017年5月11日、テレビ朝日） - 沢本愛 役[14]
- 刑事7人 第3シリーズ 第8話（2017年8月30日、テレビ朝日） - 原咲希 役
- 日曜ワイド 内閣情報調査室 特命調査官・ハト（2017年12月10日、テレビ朝日） - 忍成京子 役
- FINAL CUT 第1話（2018年1月9日、関西テレビ・フジテレビ） - 江藤喜美子 役
- 家政夫のミタゾノ 第2シリーズ 第2話（2018年4月27日、テレビ朝日） - 矢吹理沙子 役
- SUITS/スーツ 第8話（2018年11月26日、フジテレビ） - 水原美咲 役[15]
- 松本清張特別企画 犯罪の回送（2018年7月2日、テレビ東京） - 春田美知子 役[16]
- コールドケース2 〜真実の扉〜 第3話（2018年10月27日、WOWOW） - 野々宮恵理 役
- トレース〜科捜研の男〜 第5話（2019年2月4日、フジテレビ） - 島本彩花 役[17]
- 約束のステージ 〜時を駆けるふたりの歌〜（2019年2月22日、読売テレビ・日本テレビ系） - 高原紅子 役[18]
- デジタル・タトゥー 第3話（2019年6月1日、NHK総合） - 中西あや子 役[19]
- 警視庁強行犯係・樋口顕シリーズ（2019年 - 、テレビ東京） - 遠藤貴子 役
  - 第7作（2019年9月2日）
  - 第8作（2020年10月19日）
  - 第9作（2020年12月14日）
  - 連続ドラマ版（2021年1月15日 - ）[20]
  - スペシャルドラマ（2023年6月26日）[21]
  - 今野敏サスペンス 「炎上」（2024年4月1日）[22]
  - 今野敏サスペンス 「遠火」（2024年11月25日）[23]
- リーガル・ハート〜いのちの再建弁護士〜 第2話（2019年7月29日、テレビ東京） - 花塚千束 役[24]
- モトカレマニア（2019年11月14日 - 12月12日、フジテレビ） - 蓮沼桃香 役[25]
- 山村美紗サスペンス 赤い霊柩車38（2020年4月3日、フジテレビ） - 静川佐和子 役[26]
- ギルティ〜この恋は罪ですか?〜（2020年7月16日 - 8月6日、読売テレビ・日本テレビ系） - 及川明奈 役
- ドクター彦次郎5（2020年9月13日、テレビ朝日） - 花井舞香 役[27]
- ウチの娘は、彼氏が出来ない!! 第7話・第9話（2021年2月24日・3月10日、日本テレビ） - 星野鈴 役[28]
- 宮城発地域ドラマ「ペペロンチーノ」（2021年3月6日、NHK BSプレミアム） - 阿部より子 役[29]
- 広域警察10（2021年6月24日、テレビ朝日） - 大多香苗 役
- 准教授・高槻彰良の推察 Season2 第1話・第2話（2021年10月10・17日、WOWOW） - 刈谷真紀子 役[30]
- この初恋はフィクションです（2021年10月11日 - 12月17日、TBS） - 祖父江麻里 役[31]
- らせんの迷宮〜DNA科学捜査〜 第5話（2021年11月12日、テレビ東京） - 下村まどか 役[32]
- しもべえ（2022年1月7日 - 3月25日、NHK総合） - 鴨志田康子 役[33]
- ペットドクター花咲万太郎の事件カルテ（2022年3月26日、BS-TBS） - 蓑田玲子 役[34]
  - ペットドクター花咲万太郎の事件カルテ2〜お隣さんは殺人犯!?〜（2023年12月29日、BS-TBS）[35]
- HOTEL -NEXT DOOR- 第3話・第4話（2022年9月24日・10月1日、WOWOW） - 岸本小百合 役[36]
- 祈りのカルテ 研修医の謎解き診察記録 第3話（2022年10月22日、日本テレビ） - 小野文香 役[37]
- しょうもない僕らの恋愛論（2023年1月19日 - 3月23日、読売テレビ・日本テレビ） - 森田絵里 役[38]
- ペルソナの密告 3つの顔をもつ容疑者（2023年3月24日、テレビ東京） - 獅子舞唯 役[39]
- 日曜の夜ぐらいは… 第2話 - 最終話（2023年5月7日 - 7月2日、朝日放送テレビ・テレビ朝日） - まどか 役
- ナースが婚活（2024年1月12日 - 3月1日、テレビ東京） - 主演・横山陽子 役[40]
- 青島くんはいじわる（2024年7月6日 - 9月14日、テレビ朝日） - 篠原礼子 役[41]

### バラエティ
- 有田哲平と高嶋ちさ子の人生イロイロ超会議（2019年4月 - 2020年2月17日、TBS）[42]
- 有田プレビュールーム（2020年7月 - 2021年3月、TBS）[43]
- ラヴィット!（2021年3月31日 - 、TBS） - 水曜レギュラー[44]

### 映画
- ときめきメモリアル（1997年8月9日） - 原田夏海 役
- カラオケ（1999年6月12日） - 星野のぞみ 役
- クロスファイア（2000年6月10日） - 主演・青木淳子 役[45]
- 世にも奇妙な物語 映画の特別編「雪山」（2000年11月3日） - 主演・木原美佐 役
- ROUTE42（2013年3月19日）※特別出演
- 不能犯（2018年2月1日） - 夜目美冬 役[46]
- 砕け散るところを見せてあげる（2021年4月9日） - 清澄の母 役[47]

### 舞台
- 彼女の言うことには。（2012年）[48]

### 劇場アニメ
- ロボッツ（2005年7月30日公開、20世紀フォックス） - キャピィー 役

### ゲーム
- ユーラシアエクスプレス殺人事件（1998年、エニックス） - 小比木玲子 役

### ウェブテレビ
- 安室奈美恵ファッション総選挙　FASHION MOVIE BEST 50（2018年9月9日、AbemaTV）[49]

### ウェブドラマ
- 恋愛バトルロワイヤル（2024年8月29日、Netflix） - 神田十和子 役[50]

### CM
- ローソン（1996年）
- UHA味覚糖「ピピンC」（1997年）
- ライオン「free&freeストレートアクアフォーム」（1997年）
  - 「free&free パールグロス」キラ髪篇（1997年）
  - 「free&free エアニュアンス」（1998年）
  - 「free&free パウダーinワックス」（1998年）
  - 「free&free リメイクシリーズ」（1999年）
  - 「free&free パーマアクアフォーム」くしゅくしゅ篇（1999年）
  - 「free&free ウォータリーワックス」（1999年）
- ジャパンエナジー「JOMO」（1999年 - 2000年）
- 森永製菓「ハイチュウ」（2000年）
  - 「モリコラ」 (2025年 -)
- アサヒ化成「旬果搾り・今だけ旬果プレゼント篇」（2002年）
- アメリカンファミリー生命保険会社「EVER」（2002年 - 2006年）
  - 「EVER誕生・海辺篇」（2002年）
  - 「保険料が上がらない・街角篇」（2002年）
  - 「ちゃんと選ぶ・橋の上篇」（2002年）
  - 「ぜったいヤダ篇」（2002年）
  - 「夫婦・保育士篇」（2003年）
  - 「赤ちゃん・保育士篇」（2003年）
  - 「思い出せない篇」（2003年）
  - 「No.1クイズ・日本で一番高い山 クイズ 篇」（2005年）
- 花王ソフィーナ「RAYCIOUS」（2003年 - 2006年）
- JAL（2003年 - 2006年）
  - 「バースデー割引」（2003年）
- 日本コカ・コーラ
  - 「缶コーヒー ジョージア」（2003年 - 2004年）
  - 「爽健美茶」（2005年）
- Canon「レーザープリンターSatera」（2004年 - 2006年）
- 健康コーポレーション どろあわわ（2016年）
- ジャパンスコープ「web a la moda by akiko yadaブランドプロデューサー」（2016年 - 2020年）

## 受賞歴
1995年
- 第6回ザテレビジョンドラマアカデミー賞 新人俳優賞（『愛していると言ってくれ』）[51]

2001年
- 第25回エランドール賞 新人賞[52]

2003年
- 第36回ザテレビジョンドラマアカデミー賞 助演女優賞（『僕の生きる道』）[53]
- 第13回TV-LIFE年間ドラマ大賞 助演女優賞（『僕の生きる道』『白い巨塔』『ホットマン』）[54]

2004年
- 第14回TV-LIFE年間ドラマ大賞 助演女優賞（『白い巨塔』『ラストクリスマス』）[55]

## 書籍
- だいじなやくそく（2011年12月16日、文芸社）ISBN 4286114368

### 写真集
- 映画『ときめきメモリアル』PHOTOBOOK(SUMMER MEMORY)（1997年7月、ワニブックス、撮影：河野英喜）・・・共演：中山エミリ、榎本加奈子、山口紗弥加、吹石一恵
- ヴィーヴォ（1997年11月、ワニブックス、撮影：井ノ元浩二）ISBN 978-4847024757
- De Mi Corazon（2001年4月25日、ワニブックス、撮影：野村誠一）ISBN 978-4847026522
- Driving Road（2003年4月5日、集英社、撮影：野村誠一）ISBN 978-4087803761
- YADA AKIKO Flower in the dune.（2004年11月26日、集英社、撮影：丸谷嘉長）ISBN 978-4087804027
- BLOOMING（2005年3月29日、集英社、撮影：丸谷嘉長）ISBN 978-4089070024

### 雑誌表紙
- 『婦人公論2010年7月7日号』（6月22日、中央公論新社、撮影：篠山紀信）[56]
- 『ビッグコミック 2023年2/10号』（2023年1月25日、 小学館） - 真島秀和と共演[57]
- 『月間旅色2024年4月号』（2024年3月25日、株式会社ブランジスタメディア）[58]
- 『月間旅色2024年4月号』（2025年5月26日、株式会社ブランジスタメディア ）[59]
- 愛犬専門誌『chico Summer／Autumn号』 （2025年7月15日、Limited Members Associate株式会社）[60]